# The Floridians 1970-1971
La stagione 1970-71 dei Floridians fu la 4ª nella ABA per la franchigia.
I Floridians arrivarono quarti nella Eastern Division con un record di 37-47. Nei play-off persero la semifinale di division con i Kentucky Colonels (4-2).

## Roster
| N°    | Naz.                   | Ruolo | Sportivo           | Anno | Alt. | Peso |
| ----- | ---------------------- | ----- | ------------------ | ---- | ---- | ---- |
| 10    | Stati Uniti (bandiera) | G     | Fran O'Hanlon      | 1948 | 185  | 79   |
| 11    | Stati Uniti (bandiera) | G     | Ron Nelson         | 1946 | 188  | 79   |
| 12    | Stati Uniti (bandiera) | A     | Clarence Brookins  | 1946 | 193  | 86   |
| 12    | Stati Uniti (bandiera) | C     | Rich Johnson       | 1946 | 201  | 95   |
| 12    | Stati Uniti (bandiera) | A     | Al Tucker          | 1943 | 203  | 86   |
| 14    | Stati Uniti (bandiera) | AC    | Trooper Washington | 1944 | 201  | 98   |
| 15    | Stati Uniti (bandiera) | A     | Ron Franz          | 1945 | 201  | 93   |
| 20    | Stati Uniti (bandiera) | G     | Lonnie Wright      | 1944 | 188  | 93   |
| 21    | Stati Uniti (bandiera) | G     | Mack Calvin        | 1947 | 183  | 75   |
| 21-44 | Stati Uniti (bandiera) | AC    | Warren Davis       | 1943 | 198  | 96   |
| 22    | Stati Uniti (bandiera) | A     | Dennis Stewart     | 1947 | 198  | 100  |
| 22    | Stati Uniti (bandiera) | A     | Greg Wittman       | 1947 | 203  | 95   |
| 24    | Stati Uniti (bandiera) | GA    | Charles Beasley    | 1945 | 196  | 86   |
| 31    | Stati Uniti (bandiera) | A     | Sam Robinson       | 1948 | 201  | 86   |
| 32    | Stati Uniti (bandiera) | GA    | Larry Jones        | 1942 | 188  | 82   |
| 41    | Stati Uniti (bandiera) | C     | Ira Harge          | 1941 | 206  | 102  |
| 51    | Stati Uniti (bandiera) | C     | Carl Fuller        | 1946 | 206  | 102  |
| 52    | Stati Uniti (bandiera) | C     | Rich Niemann       | 1946 | 213  | 111  |

## Staff tecnico
- Allenatori: Harold Blitman (18-30) (fino al 15 gennaio)[1], Bob Bass (19-17)